# Ægteskabsret
 Denne artikel omhandler overvejende eller alene danske forhold. Hjælp gerne med at gøre artiklen mere almen.
Ægteskabsret er et juridisk område, der regulerer ægteskabets retlige aspekter mellem to personer. I Danmark er ægteskabsretten primært fastlagt af Ægteskabsloven, der indeholder bestemmelser om ægteskabets indgåelse, rettigheder og pligter for ægtefællerne, samt regler om separation og skilsmisse.
Ægteskabsretten omfatter forskellige elementer, herunder ægtepagter, som er aftaler mellem ægtefællerne om fordelingen af deres økonomiske forhold og eventuelle særeje. Ægteskabsloven fastlægger også betingelserne for ægteskabets indgåelse, herunder alderskrav, forbud mod nære slægtskabsrelationer og krav til formelle procedurer såsom vielse.
I ægteskabsretten er der også bestemmelser om ægtefællers gensidige forsørgelsespligt, hvilket indebærer, at ægtefæller har en pligt til at bidrage til familiens økonomi og velfærd. Der er også regler om arveretlige aspekter i ægteskabsretten, herunder ægtefællers arveret over for hinanden.
Ægteskabsloven regulerer også opløsningen af ægteskabet, herunder separation og skilsmisse. Reglerne omfatter blandt andet betingelserne for at blive adskilt eller skilt, proceduren for opnåelse af separation eller skilsmisse, samt fordelingen af ægtefællernes formue og økonomiske forhold.